# Vale de Cambra
Vale de Cambra ist eine Stadt (Cidade) und ein Kreis (Concelho) im Distrikt Aveiro in Portugal mit 21.269 Einwohnern (Stand 19. April 2021).

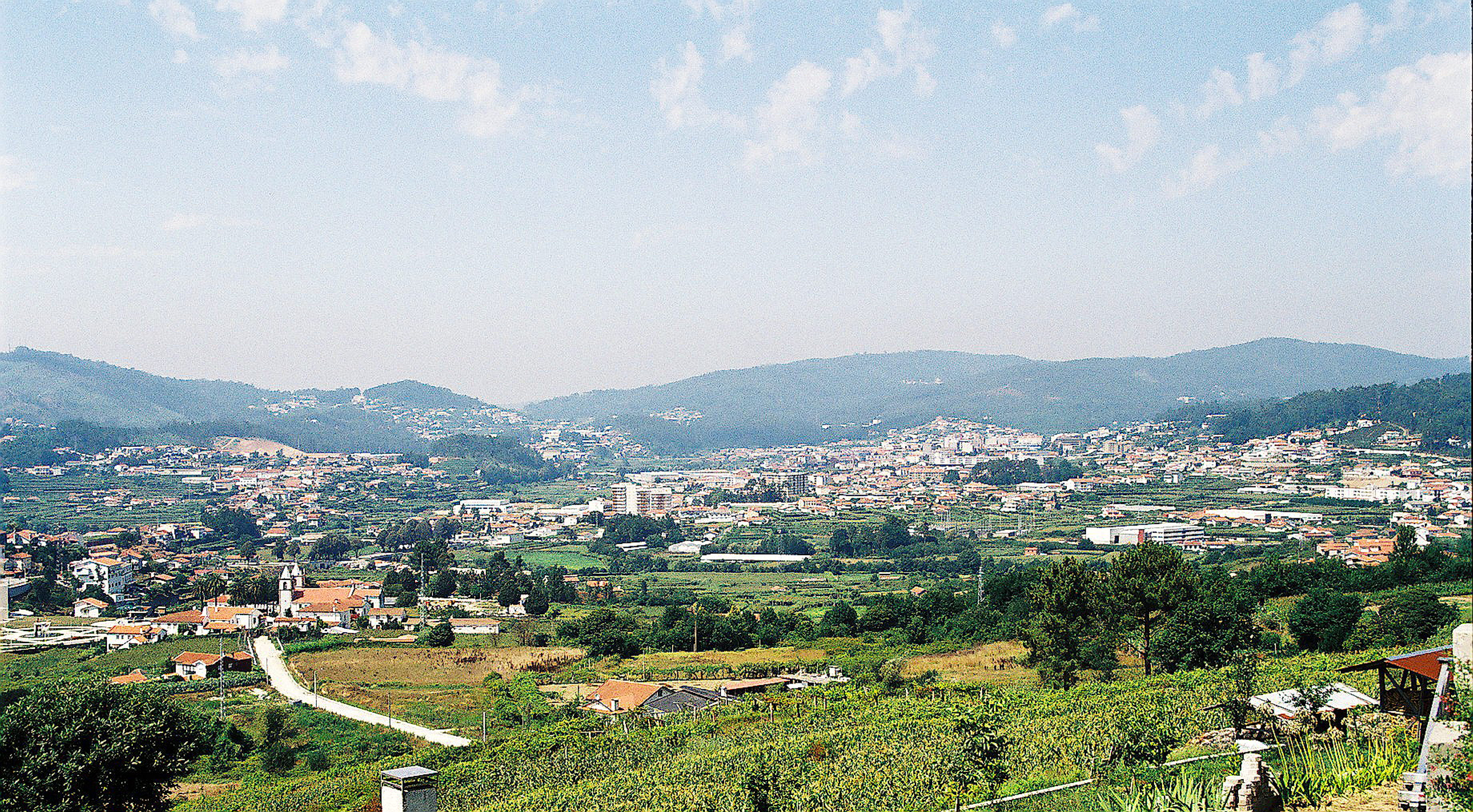
Blick auf Vale de Cambra

## Geschichte
Das fruchtbare Tal (Portugiesisch: Vale) war seit vorgeschichtlichen Zeiten Siedlungsgebiet des Menschen. Die erste offiziell dokumentierte Erwähnung stammt aus einer Schenkungsurkunde von König Ordonho II. aus dem Jahr 922. Im Laufe der Zeiten führte der Kreis verschiedene Namen, so Caymbra, Santa Maria de Caymbra, Câmara do Bispo de Coimbra, Cambra und schließlich Macieira de Cambra. Er gehörte zum Bistum von Mérida, und kam im Zuge der Konsolidierung des unabhängigen Königreich Portugals nach 1139 zum Bistum Coimbra.
Im Jahr 1514 erhielt Macieira de Cambra Stadtrechte (Foral) durch König Manuel I. 1926 ging der Kreis Macieira de Cambra im neugeschaffenen Kreis Vale de Cambra auf, der seinen Sitz im Ort Gandra in der Gemeinde Vila Chã hatte. 1993 wurde die bisherige Vila (Kleinstadt) zur Stadt (Cidade) erhoben, während zeitgleich die Ortsgemeinden Macieira de Cambra  und São Pedro de Castelões zu Vilas wurden.

## Kultur und Sehenswürdigkeiten
Zahlreiche Sakralbauten stehen unter Denkmalschutz, ebenso einige Herrenhäuser, steinerne Brunnenanlagen und ehemalige öffentliche Gebäude. Auch der historische Ortskern von Vale de Cambra als Ganzes ist geschützt.
Der Outeiro dos Riscos, ein granitener Monolith mit jungsteinzeitlichen und kupfersteinzeitlichen Gravuren, befindet sich am Ort Gatão in der Gemeinde Cepelos.
Die Wallburg-Fundstätte Castro do Chão de Carvalho liegt auf 804 Metern Höhe, am Ort Maciço da Gralheira, in der Gemeinde Arões. Sie wird der Castrokultur zugerechnet.
Im Kulturzentrum Centro Cultural von Vale de Cambra finden vielfältige Veranstaltungen statt, etwa Konzerte oder Tanzaufführungen. In einem 1760 errichteten Granitstein-Haus der Gemeinde Cepelos befindet sich zudem das Museum Núcleo Museológico da Casa da Tulha, eine Zweigstelle des Stadtmuseums Museu Municipal de Vale de Cambra.

## Verwaltung

### Der Kreis
Vale de Cambra ist Sitz eines gleichnamigen Kreises. Die Nachbarkreise sind (im Uhrzeigersinn im Norden beginnend): Arouca, São Pedro do Sul, Oliveira de Frades, Sever do Vouga sowie Oliveira de Azeméis.

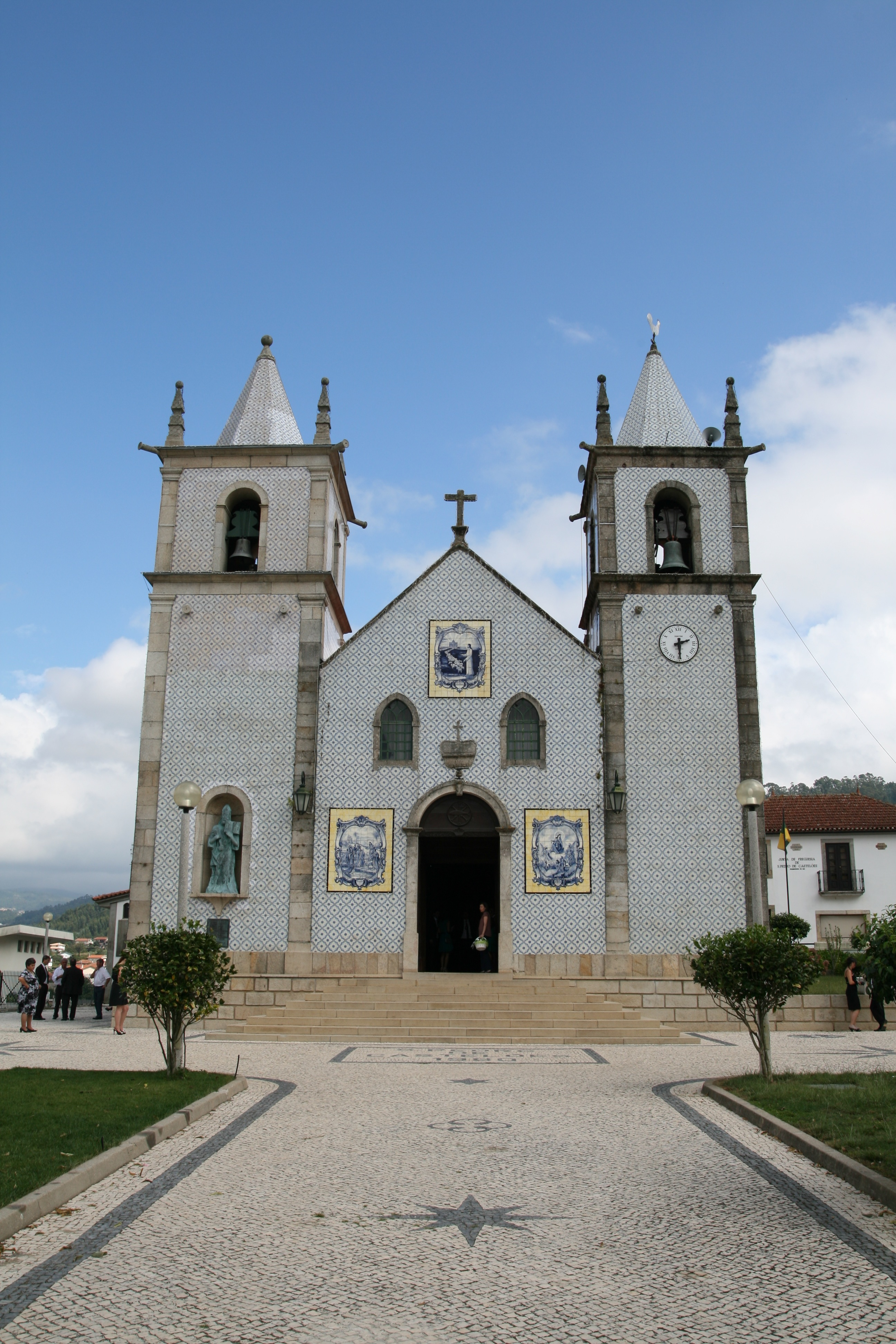
Die mit Azulejos geschmückte und von portugiesischem Pflaster umgebene Kirche von Castelões (in São Pedro de Castelões)

Die folgenden Gemeinden (freguesias) liegen im Kreis Vale de Cambra:

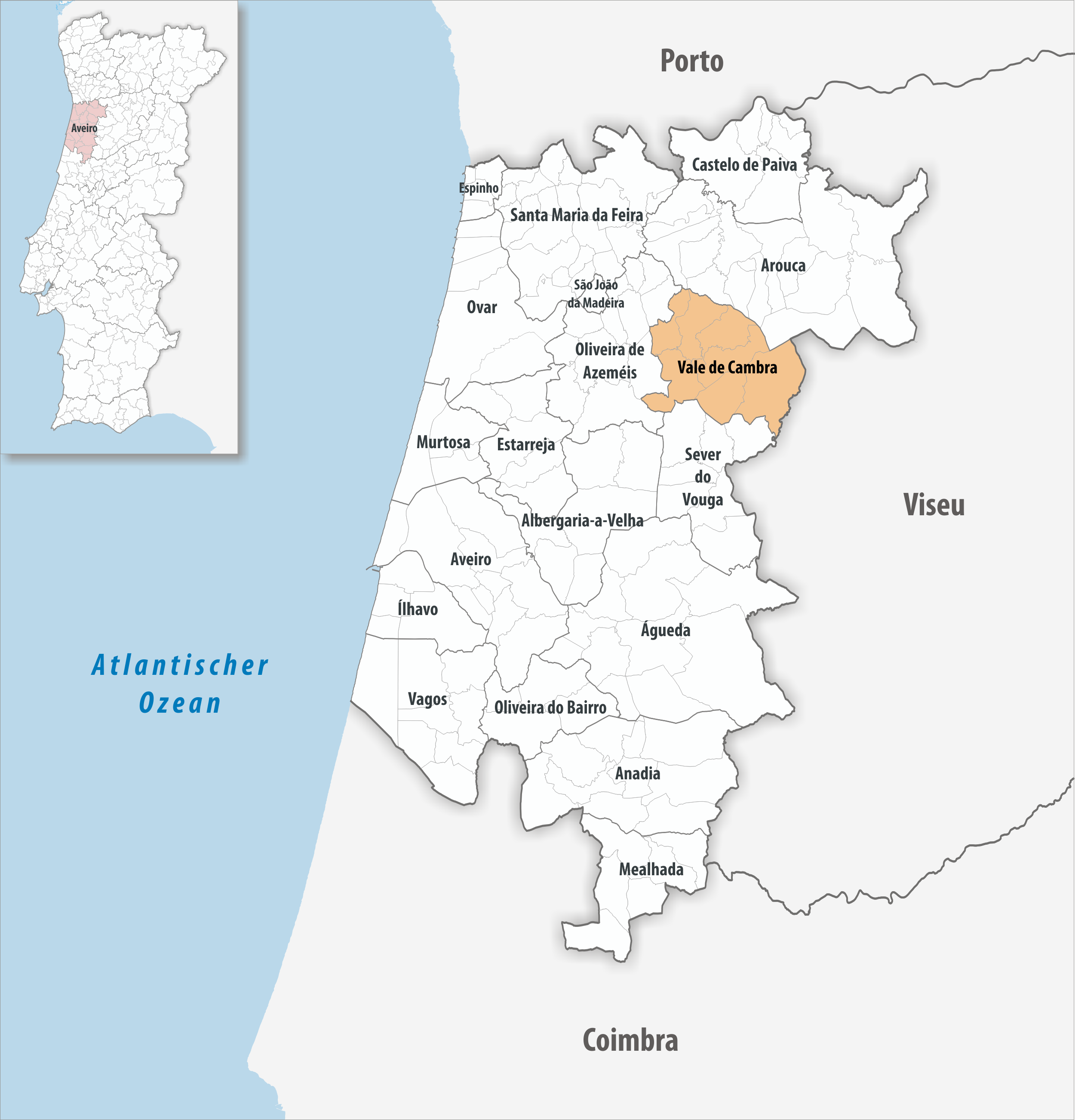
Kreis Vale de Cambra

| Gemeinde                                | Einwohner (2021) | Fläche km² | Dichte Einw./km² | LAU- Code |
| --------------------------------------- | ---------------- | ---------- | ---------------- | --------- |
| Arões                                   | 1.169            | 40,33      | 29               | 011901    |
| Cepelos                                 | 1.157            | 18,93      | 61               | 011903    |
| Junqueira                               | 834              | 18,04      | 46               | 011905    |
| Macieira de Cambra                      | 4.390            | 18,05      | 243              | 011906    |
| Roge                                    | 1.540            | 17,60      | 88               | 011907    |
| São Pedro de Castelões                  | 6.831            | 21,10      | 324              | 011902    |
| Vila Chã, Codal e Vila Cova de Perrinho | 5.348            | 13,29      | 403              | 011910    |
| Kreis Vale de Cambra                    | 21.269           | 147,34     | 144              | 0119      |

### Bevölkerungsentwicklung
| Einwohnerzahl im Kreis Vale de Cambra (1801–2011) | Einwohnerzahl im Kreis Vale de Cambra (1801–2011) | Einwohnerzahl im Kreis Vale de Cambra (1801–2011) | Einwohnerzahl im Kreis Vale de Cambra (1801–2011) | Einwohnerzahl im Kreis Vale de Cambra (1801–2011) | Einwohnerzahl im Kreis Vale de Cambra (1801–2011) | Einwohnerzahl im Kreis Vale de Cambra (1801–2011) | Einwohnerzahl im Kreis Vale de Cambra (1801–2011) | Einwohnerzahl im Kreis Vale de Cambra (1801–2011) | Einwohnerzahl im Kreis Vale de Cambra (1801–2011) |
| ------------------------------------------------- | ------------------------------------------------- | ------------------------------------------------- | ------------------------------------------------- | ------------------------------------------------- | ------------------------------------------------- | ------------------------------------------------- | ------------------------------------------------- | ------------------------------------------------- | ------------------------------------------------- |
| 1801                                              | 1849                                              | 1900                                              | 1930                                              | 1960                                              | 1981                                              | 1991                                              | 2001                                              | 2011                                              |                                                   |
| 9 489                                             | 10 166                                            | 12 264                                            | 15 745                                            | 20 404                                            | 24 224                                            | 24 537                                            | 24 805                                            | 22 864                                            |                                                   |

### Städtepartnerschaften
- Luxemburg: Mondorf-les-Bains (seit 2018)

in Anbahnung:
- Brasilien: Teresópolis
- Angola: Luanda[9]